# Emill Hagens
Emill Hagens (Haarlem, 29 dicembre 1953) è un ex cestista olandese.

## Carriera
Con i Paesi Bassi ha disputato i Campionati mondiali del 1986 e due edizioni dei Campionati europei (1977, 1979).